# Haka-gebouw
Het Haka-gebouw is een bedrijfsgebouw dat in 1931-1932 is gebouwd voor 'De Handelskamer' (Haka) aan de Vierhavensstraat in Rotterdam. 

## De Handelskamer
De Coöperatieve groothandelsvereniging 'De Handelskamer' werd op 26 september 1914 opgericht met als doel om arbeiders levensmiddelen van goede kwaliteit voor een redelijke prijs te kunnen leveren. Winkelcoöperaties konden zich ongeacht hun politieke of godsdienstige overtuiging aansluiten. Haka had enkele tientallen coöperaties als afnemers verspreid over het hele land. Haka leverde naast ingekochte ook veel zelfvervaardigde artikelen, zoals brood, koffie, thee en andere kruidenierswaren. Behalve het bedrijfsgebouw in Rotterdam was er ook een fabriekscomplex van de Haka in Jutphaas. in 1947 ging 'De Handelskamer' op in de Coöperatieve Vereniging Centrale der Nederlandse Verbruikscoöperaties Co-op Nederland te Rotterdam.

## Gebouw
Het Haka-gebouw bestond uit een koffiebranderij, een theemengerij en een verpakkingsafdeling met daarnaast kantoren, een magazijn en een graansilo. Naar ontwerp van de architecten Hermann Friedrich Mertens en Jacobus (Ko) Koeman werd het gebouwd in de stijl van de nieuwe zakelijkheid. Het gebouw is erkend als industrieel erfgoed en heeft sinds 2002 de status van rijksmonument.
De bouwlocatie lag precies op de kop van de oorspronkelijke Lekhaven, die samen met de IJssel-, Keile- en Koushaven tussen 1912 en 1916 werd aangelegd, maar die in de jaren negentig gedeeltelijk is gedempt, zodat het Haka-gebouw sindsdien niet meer aan het water grenst. Voor de realisatie van het gebouw was een lang maar smal terrein beschikbaar van honderd meter lang en vijftien meter breed. De breedte werd beperkt doordat de fundering van het gebouw minstens één meter afstand moest houden van de kademuur en aan de andere kant treinsporen waren voorzien. De havenpieren waren behalve via de weg ook via een spoorlijn ontsloten. Aan de overzijde van de Vierhavensstraat was een groot rangeerterrein aangelegd, tegenwoordig ligt hier het Dakpark. Doordat de verdiepingen aan beide zijden uitkragen boven de goederenwagens op het spoor werd 4,60 meter breedte gewonnen.
De kantoorvertrekken waren gesitueerd aan weerszijden van een middengang in het van de straat af gezien linkerdeel van het gebouw. Op de tweede verdieping waren grote open kantoorruimtes; op de vierde verdieping een lunchroom die de gehele breedte beslaat. Tegen de gesloten zuidoostelijke zijgevel lagen dienstvertrekken, een trappenhuis en een lift. Het gebouw bevat een van de weinige nog werkende paternosterliften in Nederland. In de smalle verticale vensters van het trappenhuis zijn vier glas-in-loodramen aangebracht van L. Visser. 
In het midden van het gebouw is de silo als apart bouwdeel met versterkte constructie gerealiseerd met op de begane grond opslagruimtes gesitueerd. In de straatgevel heeft de silo grote ronde ramen.
Het van de straat af geziene rechterdeel van het gebouw bevatte fabrieks- en bedrijfsruimtes, gecombineerd met opslag- en verpakkingsruimtes en een expeditiegedeelte. Er was een koffiebranderij en een theemengerij. Fabriek, werkplaatsen en opslag werden onderling verbonden door een complex systeem van transportbanden, liften, glijbanen en kokers. 
Bij de hoofdentree was een reliëf van Hildo Krop in het tegelwerk aangebracht, dat inmiddels is verdwenen: een man die een steigerend paard in bedwang houdt symboliseerde de coöperatie, die met sterke hand de maatschappelijke krachten beteugelde. Op de gevel was in moderne schreefloze belettering "Coöperatieve Groothandelsvereeniging DE HANDELSKAMER g.a." aangebracht.

## Nieuwe bestemming als bedrijfsverzamelgebouw
Op 26 november 1932 werd het gebouw feestelijk geopend. In de jaren zestig eindigde het gebruik door de coöperatie. Het gebouw werd eind jaren tachtig gerenoveerd door architectenbureau Post Ter Avest Van Remundt voor gebruik door kantoren. In 2010 heeft Vestia Monumenten BV, een 100% dochter van woningcorporatie Vestia, het Haka-gebouw aangekocht, waarna het pand een opknapbeurt kreeg. Toenmalig directeur Erik Staal wilde er een campus voor 'cleantechbedrijvigheid' van maken. Vestia kocht dit te herontwikkelen gebouw voor € 11,1 miljoen terwijl het enkele jaren daarvoor nog € 2,1 miljoen kostte.
Bij de Vestia-affaire, waarbij eind januari 2012 aan het licht kwam dat deze woningcorporatie dreigde te bezwijken onder de aangegane verplichtingen van een enorme derivatenportefeuille, beval de minister dat onder meer het Haka-pand moest worden verkocht, omdat het niet behoorde tot de 'kerntaken van een woningcorporatie'. In 2017 heeft vastgoedbedrijf Dudok Groep uit Dordrecht het overgenomen voor een nog onbekend bedrag met als plan het te ontwikkelen als bedrijfsverzamelgebouw met behoud van de industriële en monumentale uitstraling.